# Franz de Paula
Franz de Paula bzw. Franz von Paula ist ein männlicher Vorname, der aber auch als Franziska de Paula in der weiblichen Variante existiert. Die spanische Variante lautet Francisco de Paula, die italienische Francesco di Paola.

## Herkunft
Der Name leitet sich von Franz von Paola (lateinisch Franciscus de Paula) (1416–1507) ab, einem Heiligen,  der den Orden der Paulaner gründete.

## Namensträger (Auswahl)
- Franz von Paula Dägn (1698–1757), Kapuzinerpater und Schriftsteller, siehe Emmerich Däger
- Franz de Paula Penz (1707–1772), österreichischer Pfarrer und Architekt
- Clemens Franz de Paula von Bayern (1722–1770), kurbayerischer Thronfolger
- Franz de Paula Xaver Ludwig Jakob Reichsgraf von Breuner (1723–1797 in Salzburg), Fürstbischof von Lavant und von Chiemsee, siehe Franz Xaver von Breuner
- Franz de Paula Tomicich (1729–?), österreichischer Theologe und Direktor der Universitätsbibliothek Graz
- Franz de Paula Gundaker von Colloredo-Mannsfeld (1731–1807), österreichischer Politiker
- Franz de Paula Karl von Colloredo (1736–1806), österreichischer Politiker und Staatsbeamter
- Franz de Paula Graf Ernst von Schaffgotsch (1743–1809), Naturforscher, Mathematiker und Astronom
- Franz von Paula Schrank (1747–1835), deutscher Botaniker, Insektenforscher und Mitglied der Jesuiten
- Franz de Paula Pollini (1762–1846), italienischer Komponist und Pianist, siehe Francesco Pollini (Komponist, 1762)
- Franz de Paula Krenner (1762–1819), deutscher Staatsmann und Historiker, siehe Franz von Krenner
- Franz de Paula Antoine (1768–1834), österreichischer Botaniker, siehe Franz Antoine (Botaniker, 1768)
- Franz von Paula Gruithuisen (1774–1852), deutscher Arzt und Astronom
- Franz von Paula Mayr (1778–1845), deutscher Maler
- Francisco de Paula de Borbón (1794–1865), jüngster Sohn von Karl IV. von Spanien
- Franz de Paula Jakob Schoberlechner (1797–1843), österreichischer Pianist und Komponist
- Franz de Paula von Colloredo-Waldsee (1799–1859), österreichischer Diplomat
- Franz de Paula Gundaccar II. von Colloredo-Mannsfeld (1802–1852), österreichischer Feldmarschalleutnant
- Franz de Paula von und zu Liechtenstein (1802–1887), österreichischer General
- Franz de Paula Antoine (1815–1886), österreichischer Botaniker, siehe Franz Antoine (Botaniker, 1815)
- Francisco de Paula Díaz y Montes (1833–1891), Bischof von Colima
- Franz de Paula Stieglitz (1828–1913), österreichischer Geistlicher und Botaniker
- Franz de Paula Stoll (1807–1866), österreichischer Gitarrist und Komponist
- Francesco di Paola Satolli (1839–1910), italienischer Theologe und Kardinal
- Francesco di Paola Cassetta (1841–1919), italienischer Kurienkardinal und Kurienbischof
- Antônio Francisco de Paula Souza (1843–1917), brasilianischer Ingenieur und Politiker
- Francisco de Paula Rodrigues Alves (1848–1919), brasilianischer Politiker und Präsident von Brasilien
- Francisco de Paula Castro Reynoso (* 1968), mexikanischer Botschafter

## Namensträgerinnen (Auswahl)
- Franziska de Paula Barbara Romana Bernharda (1813–1881), Fürstin von Liechtenstein, siehe Franziska Kinsky von Wchinitz und Tettau
- Marie Anna Carolina Josepha Vincentia Xaveria Nepomucena Franziska de Paula Franziska de Chantal Johanna Antonia Elisabeth Cunigunde Gertrud Leopoldina (1799–1832), Prinzessin von Sachsen, siehe Maria Anna von Sachsen (1799–1832)
- Marie Josepha Amalia Beatrix Xaveria Vincentia Aloysia Franziska de Paula Franziska de Chantal Anna Apollonia Johanna Nepomucena Walburga Theresia Ambrosia von Sachsen (1803–1829), spanische Königin, siehe Maria Josepha von Sachsen (1803–1829)